# Osmunda javanica
Osmunda javanica är en safsaväxtart som beskrevs av Bl. Osmunda javanica ingår i släktet Osmunda och familjen Osmundaceae. Inga underarter finns listade.